# Auto-Union (перегонові автомобілі 1930-х років)

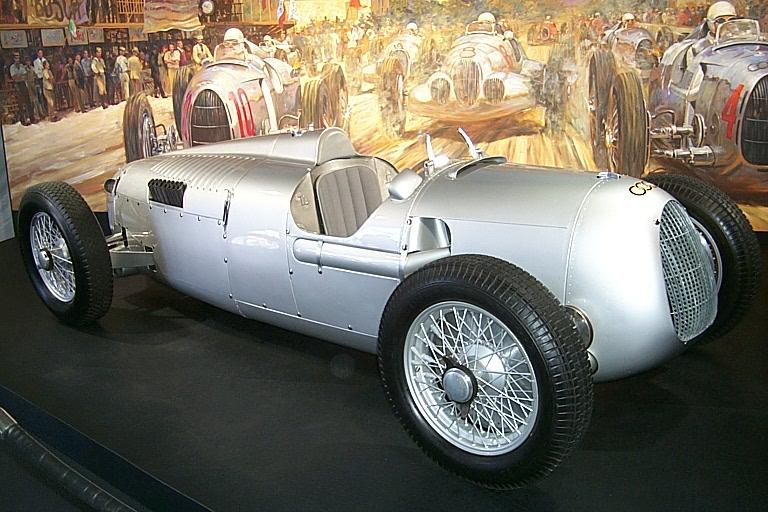
Auto-Union Typ C

Перегонові автомобілі вироблялись компанією Auto Union впродовж 1934–1939 років. Їхню конструкцію розробило конструкторське бюро компанії Horch на основі проекту Фердинанда Порше.

## Історія

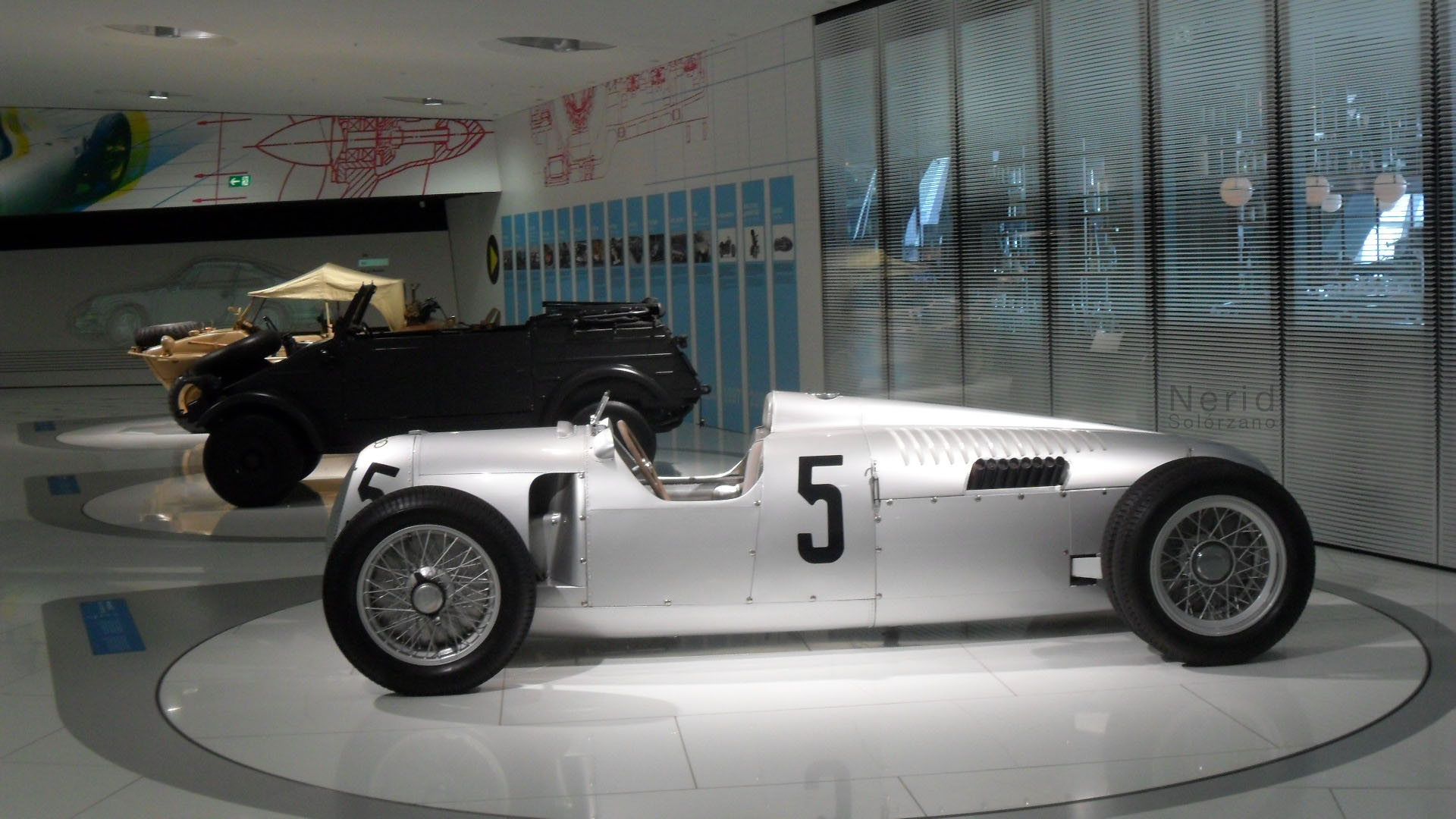
Auto-Union у музеї Порше

Восени 1931 компанія Wanderer уклала угоду на створення перегонового авто з новоствореним Dr. Ing. h.c. F. Porsche GmbH. Після створення влітку 1932 спілки Auto Union AG дія угоди перейшла на неї, але через Велику депресію створення автомобіля для перегонів відклали.
Для гарантування своєї компанії від фінансових ризиків Фердинанд Порше разом з своїм менеджером Адольфом Розенбергом заснували 8 листопада 1932 Hochleistungsfahrzeugbau GmbH (HFB), яке мало займатись Р-автомобілем для перегонів згідно нового регламенту гонок 1934 у формулі 750 кг (маса порожнього автомобіля). На нього запланували встановити V-подібний 16-циліндровий двигун об'ємом 4,4 л з наддуванням компресором Roots. На березень 1933 після розгляду ескізних пропозицій Auto Union виділила 75.000 марок. Перші випробовування авто провели у Нюрбургринзі 1933/34 роках. Перегоновий Auto Union 1934 був єдиним представником Німеччини, бо компанія Mercedes-Benz не встигла підготувати своє авто.
На початку 1934 з'явився двигун типу А — V16 потужністю 295 к.с. об'ємом 4,4 л. Двигун типу B (1935 рік) мав об'єм 5 л і потужність 373 к.с., а двигун типу C (1936 рік) — 6 л при 520 к.с. Двигун розміщувався у задній частині авто, а за диференціалом розміщувалась 5-ступінчаста коробка передач. За водієм у центрі ваги авто розміщувався 280-л бензобак, завдяки чому вага пального не впливала на поведінку авто.
Передня підвіска конструкції Порше мала малу масу і високу надійність. Задні колеса кріпились на поздовжніх важелях і поперечною листовою ресорою (1934/35), заміненою на торсіони (1936/37). На чотирьох колесах стояли двоконтурні барабанні гальма.
Шасі складалось з двох 75 мм поздовжніх труб, які були з'єднані з поперечними трубами зварними і болтовими з'єднаннями. Вони виконували роль додаткового радіатора до 1936, коли їх замінили тканинними шлангами через протікання води у зварних швах.
Тип Auto Union С 1935 був найуспішнішим перегоновим автомобілем Німеччини, вигравши 3 з 5 Гран-Прі, половину кільцевих гонок і всі гірські, де брали участь. Також було встановлено 30 світових рекордів.

### Auto Union Typ D
Через введення нової формули з двигуном об'ємом 3 л (з компресором) або 4,5 л (без компресора) головний конструктор відділу автоперегонів Auto Union Роберт Еберан розробив модель Auto Union Typ D з двигуном 12V об'ємом 3,0 л з нахилом блоків циліндрів 60° з трьома розподільчими валами — центральний для впускних клапанів і два бічні для випускних. Використовували двоступеневий нагнітач Roots (1,67 атм). У задній підвісці було застосовано поздовжні важелі з тягами Панара і осями Де Діон.

## Технічні дані Auto-Union Typ A

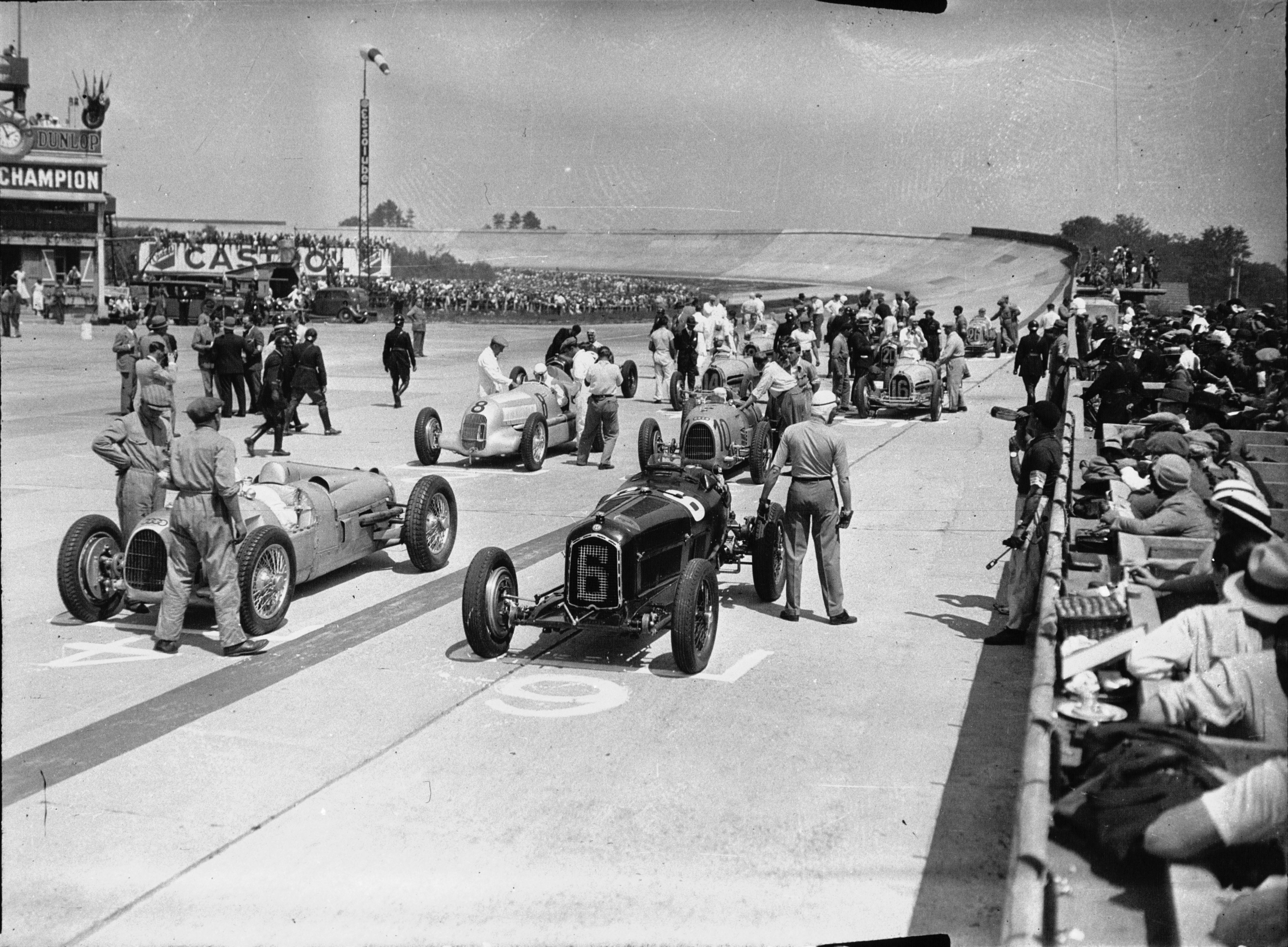
Typ A на Гран-Прі Франції. 1934

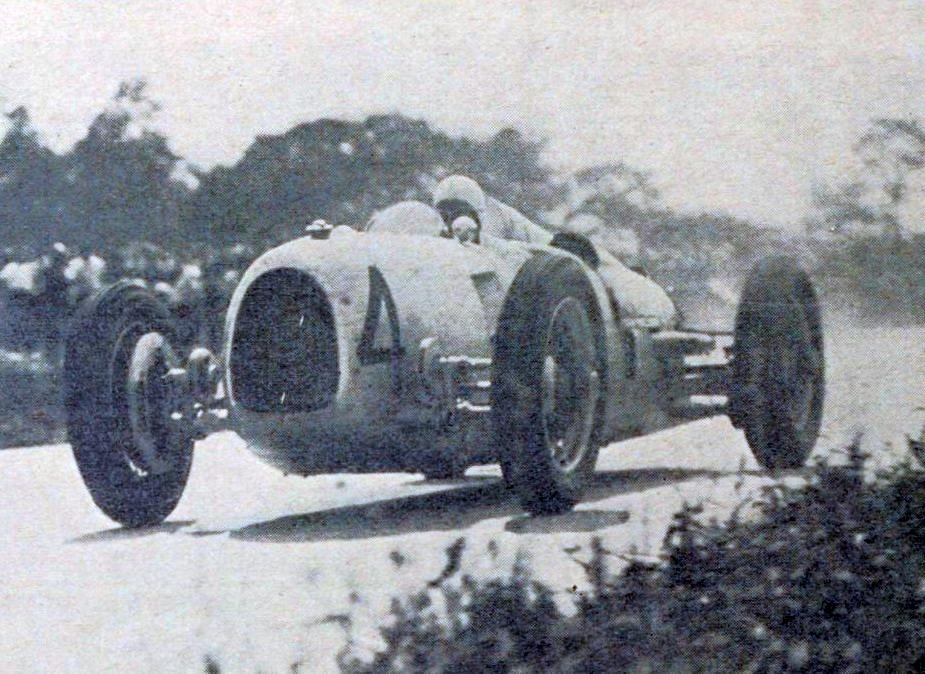
Auto-Union Type A

|                           |                                                                 |
| Розміри                   | Параметри                                                       |
| Рік випуску               | 1934                                                            |
| Двигун                    | 16-циліндровий, 32 клапанний, V-подібний з кутом 45°,           |
| Об'єм двигуна             | 4358 см                                                         |
| Діаметр циліндра×хід      | 68 × 75 мм                                                      |
| Колінчастий вал           | втулки з CrNi сталі                                             |
| Газорозподільний механізм | центральний розподільчий вал, OHV (Over Head Valve)             |
| Ступінь стиску            | 7,0:1                                                           |
| Паливна суміш             | два карбюратори Solex                                           |
| Наддування                | роторно-кулачковий нагнітач                                     |
| Система запалювання       | два магнето                                                     |
| Потужність                | 295 к.с. (220 кВт) при 4500 об/хв                               |
| Момент сили               | 530 Нм при 2700 об/хв                                           |
| Коробка передач           | 5-ступінчаста, механічна, позаду двигуна                        |
| Максимальна швидкість     | 280 км/год                                                      |
| Передня підвіска          | Торсіонно-важільного типу                                       |
| Задня підвіска            | Підпружинені маятникові півосі                                  |
| Гальма                    | 400-мм барабанного типу системи Порше з гідроприводом           |
| Амортизатор               | Фрикційний                                                      |
| Шасі                      | Трубчасто-просторова конструкція, головні труби діаметром 75 мм |
| Маса поржнього авто       | 825 кг                                                          |
|                           |                                                                 |
|                           |                                                                 |
|                           |                                                                 |

## Технічні дані Auto-Union Typ В

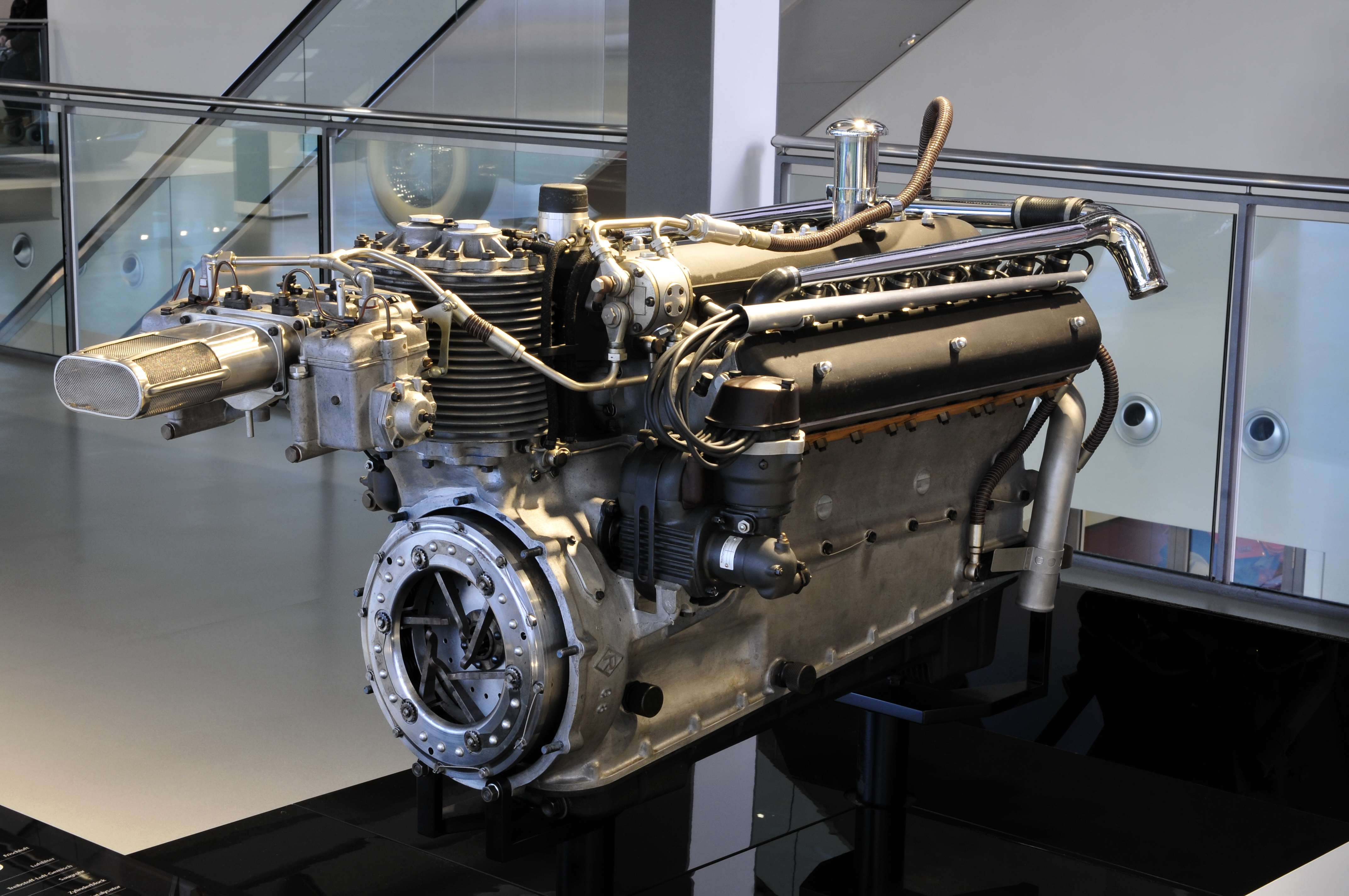
16-циліндровий двигун

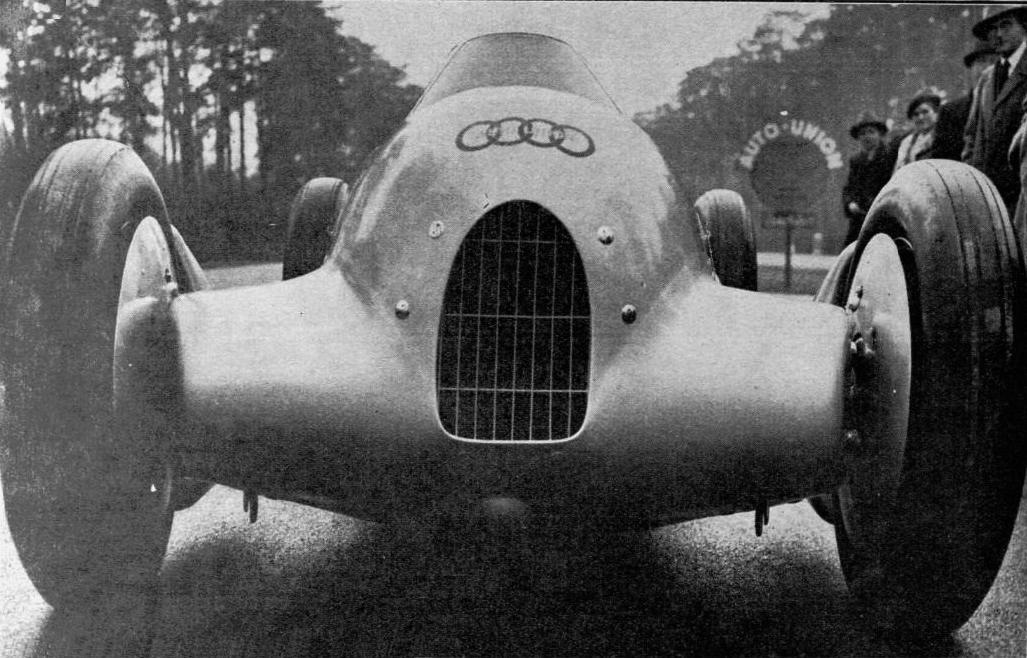
Auto-Union Typ В

|                           |                                                      |
| Розміри                   | Параметри                                            |
| Рік випуску               | 1935                                                 |
| Двигун                    | 16-циліндровий, 32 клапанний, V-подібний з кутом 45° |
| Об'єм двигуна             | 4956 см³                                             |
| Діаметр циліндра×хід      | 72,5 × 75 мм                                         |
| Колінчастий вал           | підшипники                                           |
| Газорозподільний механізм | центральний розподільчий вал, OHV (Over Head Valve)  |
| Ступінь стиску            | 8,95:1                                               |
| Паливна суміш             | два карбюратори Solex                                |
| Наддування                | роторно-кулачковий нагнітач                          |
| Система запалювання       | два магнето                                          |
| Потужність                | 375 к.с. (276 кВт) при 4800 об/хв                    |
| Момент сили               | 660 Нм при 2700 об/хв                                |

## Технічні даніAuto-Union Typ С

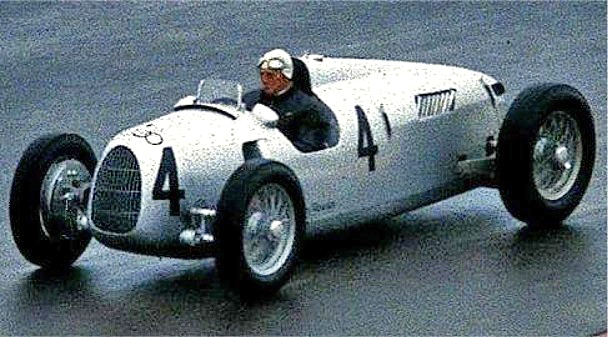
Typ С

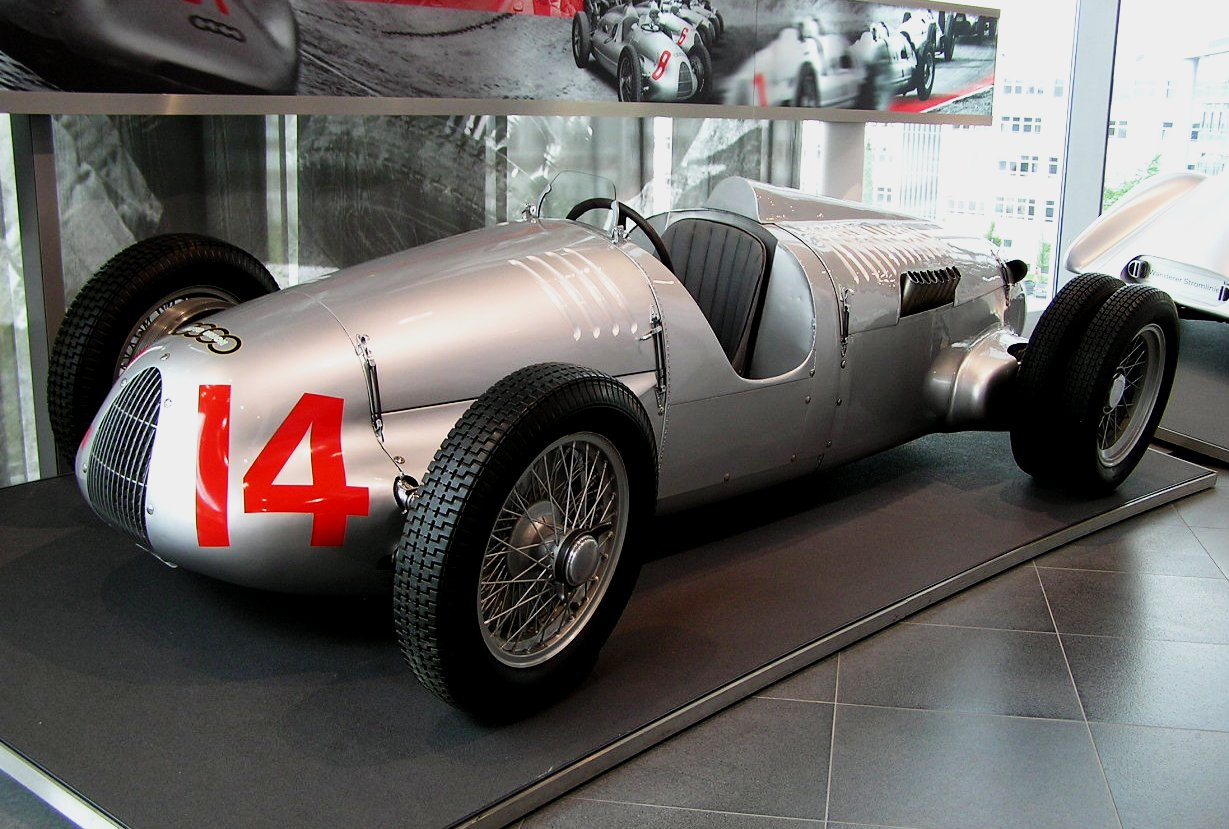
Гірський перегоновий Auto-Union Typ С. (Подвійні задні колеса)

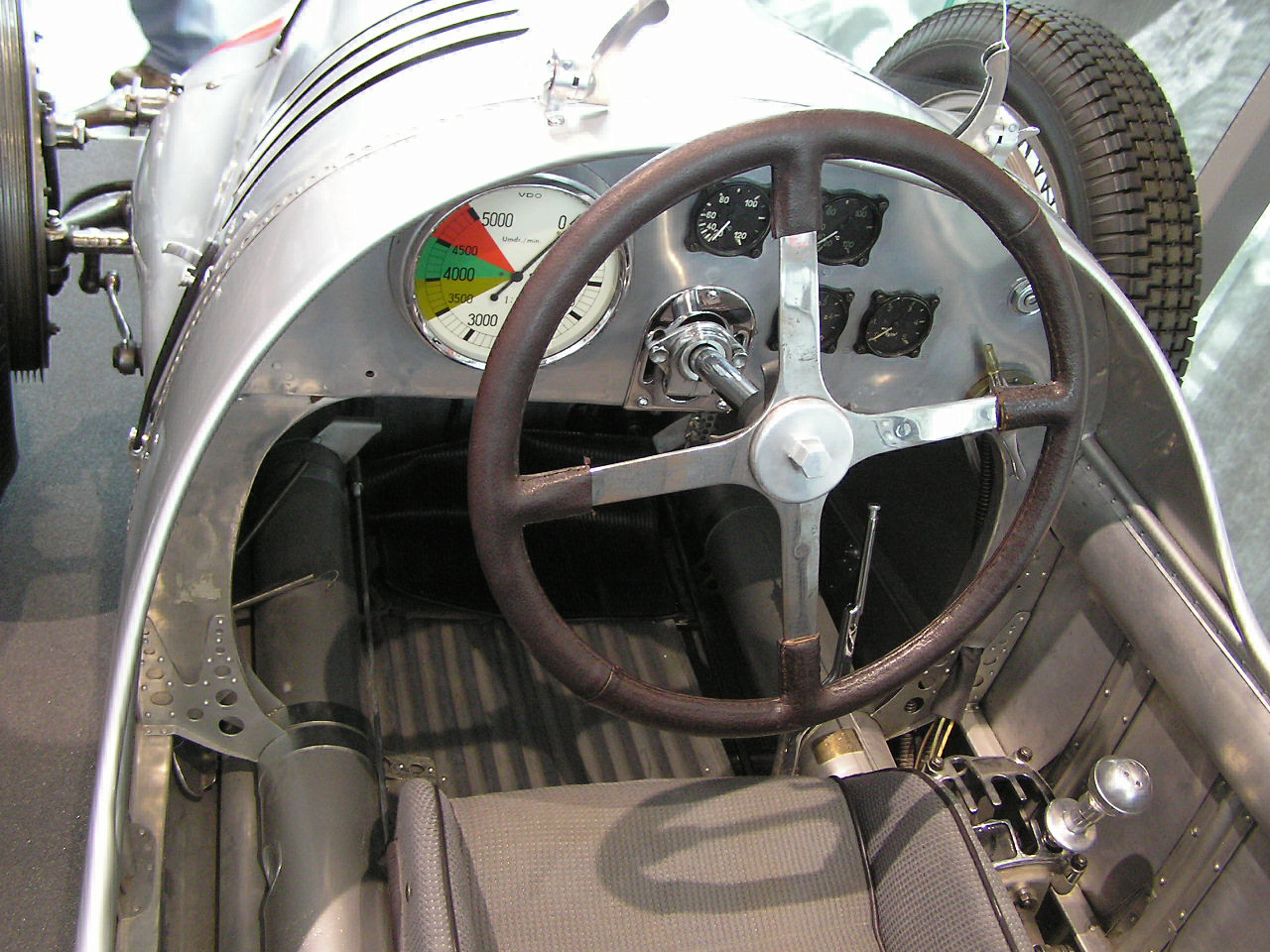
Панель приладів

|                           |                                                       |
| Розміри                   | Параметри                                             |
| Рік випуску               | 1936-1937                                             |
| Двигун                    | 16-циліндровий, 32 клапанний, V-подібний з кутом 45°, |
| Об'єм двигуна             | 6010 см³                                              |
| Діаметр циліндра×хід      | 75 × 85 мм                                            |
| Колінчастий вал           |                                                       |
| Газорозподільний механізм | центральний розподільчий вал, OHV (Over Head Valve)   |
| Ступінь стиску            | 9,2:1                                                 |
| Паливна суміш             | два карбюратори Solex                                 |
| Наддування                | роторно-кулачковий нагнітач                           |
| Система запалювання       | два магнето                                           |
| Потужність                | 485/520 к.с. (357/382 кВт) при 5000 об/хв             |
| Момент сили               | 853 Нм при 2700 об/хв                                 |
| Коробка передач           | 5-ступінчаста, механічна, позаду двигуна              |
| Максимальна швидкість     | 340 км/год                                            |
| Шасі                      | Трубчаста рама з алюмінієвими листами                 |
| Колісна база              | 2900 мм                                               |
| Колія                     | 1420 мм                                               |
| Довжини×Ширина×Висота     | 3920 × 1690 × 1020 мм                                 |
| Бензобак                  | 200 л                                                 |
| Маса поржнього авто       | 824 кг                                                |

## Технічні дані Auto-Union Typ D

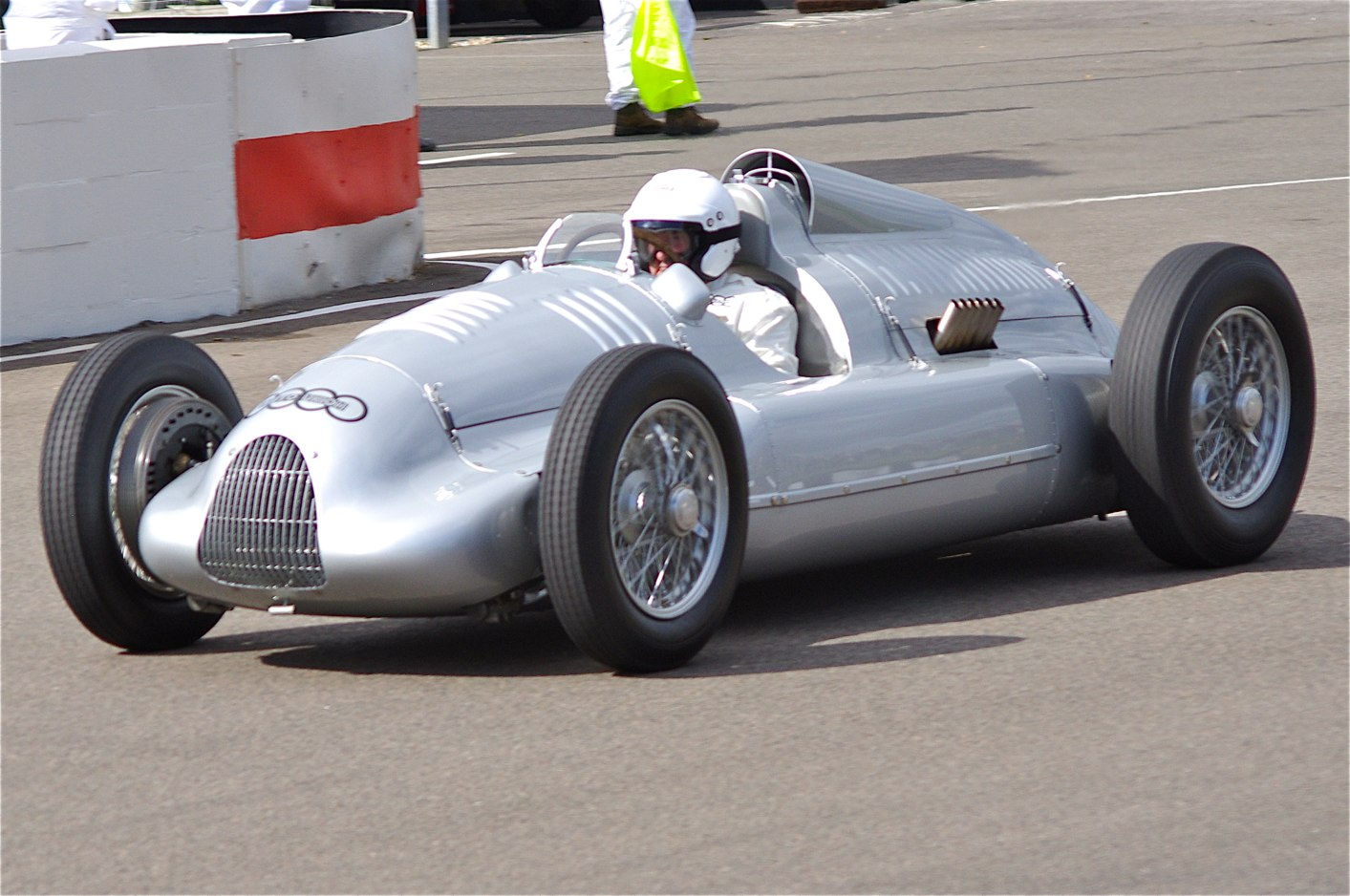
Typ D

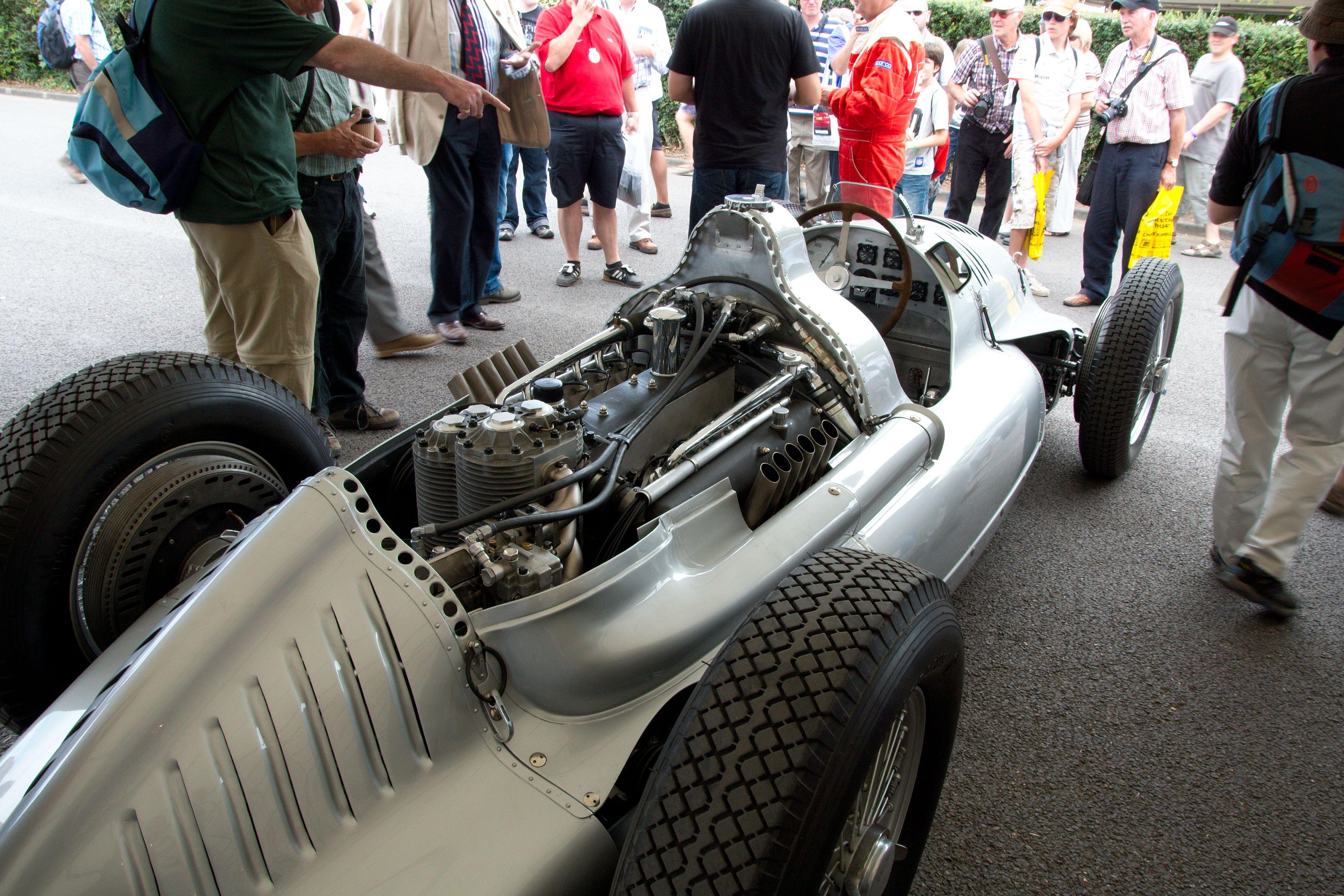
Typ D. 12-циліндровий двигун

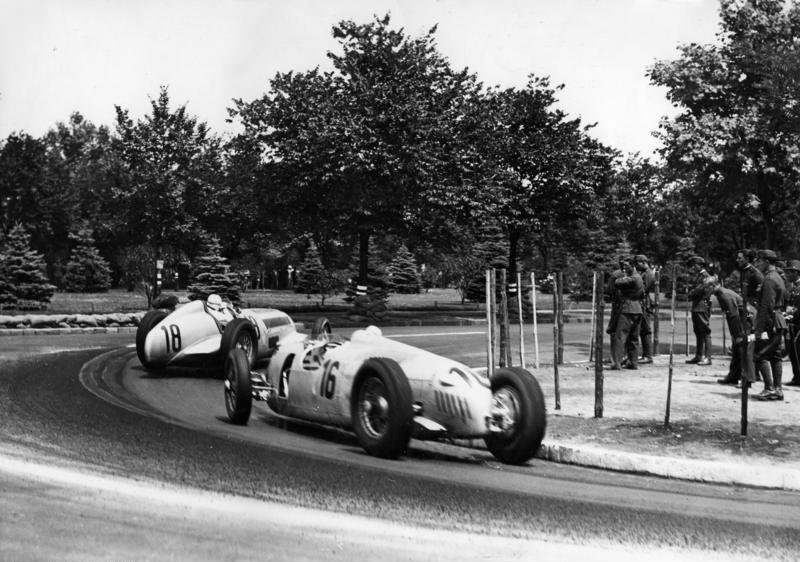
Р. Караччіола і Б. Розенмаєр на Auto-Union Typ D

|                           |                                                                  |
| Розміри                   | Параметри                                                        |
| Рік випуску               | 1938-1939                                                        |
| Двигун                    | 12-циліндровий, 24 клапанний, V-подібний з кутом 60°,            |
| Об'єм двигуна             | 2990 см³                                                         |
| Діаметр циліндра×хід      | 65 × 75 мм                                                       |
| Колінчастий вал           | на підшипниках                                                   |
| Газорозподільний механізм | центральний розподільчий вал, OHV (Over Head Valve)              |
| Ступінь стиску            | 7,0:1                                                            |
| Паливна суміш             | два карбюратори Solex                                            |
| Наддування                | подвійний роторно-кулачковий нагнітач                            |
| Потужність                | 485 к.с. (357 кВт) при 7000 об/хв                                |
| Момент сили               | 550 Нм при 4000 об/хв                                            |
| Коробка передач           | 5-ступінчаста, механічна, позаду двигуна                         |
| Максимальна швидкість     | 340 км/год                                                       |
| Передня підвіска          | Торсіонно-важільного типу                                        |
| Задня підвіска            | поздовжні важелі з тягами Панара і осями Де Діон.                |
| Гальма                    | барабанного типу з гідроприводом                                 |
| Амортизатори              | гідравлічні (передні), комбіновані гідравлічно-фрикційні (задні) |
| Шасі                      | Трубчато просторова конструкція, головні труби діаметром 75 мм   |
| Маса поржнього авто       | 850 кг                                                           |
| Колісна база              | 2800 мм                                                          |
| Довжина×ширина×висота     | 4200 × 1660 × 1060 мм                                            |
| Колія                     | 1390 мм                                                          |

### Гонщики на Auto-Union
| Країна | Гонщик                | Проведено гонок |
| ------ | --------------------- | --------------- |
|        | Ганс Штук             | 43              |
|        | Бернд Роземейєр       | 33              |
|        | Акілле Варці          | 21              |
|        | Рудольф Гассе         | 20              |
|        | Герман Пауль Мюллер   | 18              |
|        | Ернст фон Деліус      | 14              |
|        | Таціо Нуволарі        | 12              |
|        | Германн фон Лайнінген | 7               |
|        | Август Момбергер      | 6               |
|        | Луїджи Фаджоллі       | 4               |
|        | Хрістіан Кауц         | 4               |
|        | Георг Маєр            | 4               |
|        | Вільгельм Себастіан   | 3               |
|        | Пауль Піч             | 2               |
|        | Ульріх Бігалке        | 2               |
|        | Ернст Г. Бурггаллер   | 1               |

## Післявоєнний період
Після завершення війни спортивні автомобілі Auto-Union, запчастини та комплектуючі до них були вивезені до СРСР. У Німеччині залишився два Type D і один Type С, що стояв у музеї Мюнхена. Воно було сильно пошкоджене при бомбардуваннях і відновлене у 1979/80 рр. компанією Audi NSU.
Гірський перегоновий 16-циліндровий автомобіль, що був поєднанням типів С і D, віддали 1991 з Риги в обмін на виготовлену в Audi копію. Ще два Typ D колекціонер Пауль Карассік (англ. Paul Karassik) вивіз до США.З 1990 почались контакти з Audi відносно їхньої реставрації, завершеної у 1993 і 1994 роках.
Обидва автомобілі для перегонів були відтіснені[уточнити] на Ейфель Класик 1 жовтня 1994 на Нюрбургринзі вперше після 1939 назад до початку. Їх представили на Eifel Klassik на Нюрбургринг 1 жовтня 1994 вперше з 1939 р.
До 2012 Audi викупило три з п'яти збережених перегонових автомобілів Auto-Union.
За приватні пожертвування в 1.450.000 євро було збудовано репліку Typ С для музею August-Horch-Museum у Цвікау.